# Lacanobia flavescens
Lacanobia flavescens är en fjärilsart som beskrevs av Arnold Spuler 1905. Lacanobia flavescens ingår i släktet Lacanobia och familjen nattflyn. Inga underarter finns listade i Catalogue of Life.